# Конзерванси
Конзерванси (конзервна средства) су средства која се употребљавају у прехрамбеној индустрији (домаћинству, пољопривреди итд.) да би се онемогућиле или успориле промене на животним намирницама. Могу се поделити на:
а) материје које делују против микробиолошких узрочника промена у намирницама; делују бактерио-статично, односно фунгистатично, или бактерицидно, односно фунгицидно, као што су бензоева киселина, натријум-бензоат, натријум пропионат;
б) материје које спречавају хемијске промене на животним намирницама, као што су оксидација, хидролиза, естерификација, полимеризација итд.;
ц) материје које спречавају физичке промене на намирницама, као што је раздвајање помоћу емулзије; материје које спречавају кристализацију (натријум-алгинат); средства против старења хлеба (цитраконска киселина); средства за одржавање чврстоће (у првом реду воћних плодова); средства за одржавање еластичности итд.;
д) у посебну групу конзерванса могу се убројити средства за заштиту биља.